# Stoyan Stoyanov (luchador, 1968)
Stoyan Dobrev Stoyanov –en búlgaro, Стоян Добрев Стоянов– (Nova Zagora, 12 de noviembre de 1968) es un deportista búlgaro que compitió en lucha grecorromana. Ganó una medalla de bronce en el Campeonato Mundial de Lucha de 1991 y tres medallas en el Campeonato Europeo de Lucha entre los años 1993 y 1999.

## Palmarés internacional
| Campeonato Mundial | Campeonato Mundial | Campeonato Mundial | Campeonato Mundial |
| Año                | Lugar              | Medalla            | Categoría          |
| ------------------ | ------------------ | ------------------ | ------------------ |
| 1991               | Varna (Bulgaria)   | Medalla de bronce  | 68 kg              |
| Campeonato Europeo |                    |                    |                    |
| Año                | Lugar              | Medalla            | Categoría          |
| 1993               | Estambul (Turquía) | Medalla de bronce  | 74 kg              |
| 1995               | Besanzón (Francia) | Medalla de oro     | 74 kg              |
| 1999               | Sofía (Bulgaria)   | Medalla de oro     | 76 kg              |